# توجه السوق

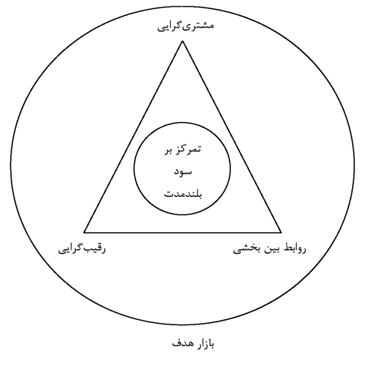

يتضمن منظور توجه السوق منظور اتخاذ القرار (شابيرو، 1988)، ومنظور استخبارات السوق (كولي وجاورسكي، 1990)، والمنظور السلوكي القائم على الثقافة (نارفر وسلاتر، 1990)، والمنظور الإستراتيجي (ريوكيرت، 1992) ومنظور توجه العميل (ديشباند وآخرون، 1993).
وكانت تصورات توجه السوق التي قدمها كولي وجاوورسكي (1990) ونارفر وسلاتر (1990) هي الأكثر بروزًا. فبينما اعتبر كولي و
جاوورسكي (1990) أن توجه السوق يمثل تطبيقًا لـ
مفهوم التسويق، اعتبره نارفر وسلاتر (1990) بمثابة ثقافة تنظيمية.
وعرف كولي وجاوورسكي (1990) توجه السوق على أنه "تنمية استخبارات السوق على مستوى المنظمة، ونشر استخبارات السوق عبر الإدارات واستجابتها لذلك على مستوى المنظمة" 
ووفقًا لهما، فإن مفهوم التسويق هو فلسفة العمل، بينما يشير مصطلح توجه السوق للتطبيق الفعلي لمفهوم التسويق. وأضافا أن "توجه السوق يبدو أنه يوفر تركيزًا موحدًا للجهود ومشاريع الأفراد والإدارات داخل المنظمة."
ومن ناحية أخرى، اعتبر نارفر وسلاتر (1990) توجه السوق ثقافةً تنظيميةً مكونةً من ثلاثة مكوناتٍ سلوكية، ألا وهي: أولاً توجه العميل، وثانيًا توجه المنافس، وثالثًا التنسيق الوظيفي الداخلي.

## مستويات قياس توجه السوق
القياسان الأكثر استخدامًا لقياس توجه السوق هما ماركور  و
مكتور 
يعد مقياس مكتور مقياسًا من نوع ليكيرت ومكونًا من 15 بندًا، و7 نقاط، وكل النقاط محددة. وفي هذا القياس، يصور توجه السوق باعتباره تكوين أحادي البعد، مع ثلاثة مكونات، ألا وهي: توجه العميل، وتوجه المنافس، والتنسيق الوظيفي الداخلي. والمتوسط الحسابي لمجموع المكونات الثلاثة هو مجموع توجه السوق.
وعلى الجانب الآخر، يتكون مقياس ماركور، وهو مقياس من نوع ليكرت، من 20 بندًا، و5 نقاط، ونهايات المقياس هي فقط المحددة. وهنا يتكون توجه السوق مرة أخرى من ثلاثة مكونات أيضًا، ألا وهي: تنمية الاستخبارات، ونشر الاستخبارات، والقدرة على الاستجابة.